# Tulsa World
Le Tulsa World est un journal quotidien publié toute la semaine et les dimanches à Tulsa en Oklahoma, desservant le nord-est et l’est de l'État. 